# Ritratto di Isabella Arlotti Toschi
Il Ritratto di Isabella Arlotti Toschi è un dipinto a olio su tela (190 x 120 cm) di Alessandro Tiarini, databile al 1619. 
Proprietà della Cassa di Risparmio di Reggio Emilia come bene storico del Sacro Monte di Pietà, il dipinto è oggi ubicato presso il palazzo dei Musei Civici di Reggio Emilia.

## Storia
L'opera è attribuita a Tiarini ed era parte dell'imponente eredità che Camilla Ruggeri, vedova di Claudio Brami, cedette all'istituzione finanziaria di Monte di Pietà. L'eredità comprendeva anche la cappella di famiglia affrescata da Alessandro Tiarini, che si trova dentro la Basilica della Madonna della Ghiara, che sorge lungo l'antico corso della Ghiara, a Reggio Emilia. All'interno della Basilica furono infatti commissionate al Tiarini il ciclo di pitture comprese tra la cupola e il coro nella volta di ponente. 
Il testamento di Camilla Ruggeri venne redatto il 16 aprile 1617 e divenne esecutivo alla sua morte. Quest'ultimo non accenna all'opera in questione, a cui si aggiungerebbe anche il ritratto del padre, Bonifacio Ruggieri, andato perduto. Non si sa come il dipinto sia pervenuto nelle raccolte del Monte, mentre le ipotesi di una commissione a Tiarini da parte della stessa contessa furono avanzate da Pirondini (1977) e vennero in seguito screditate per incongruenze temporali.
Fu infatti Carlo Cesare Malvasia a rammentare che Camilla Ruggeri aveva affidato la realizzazione della pala d'altare raffigurante il Perdono di Assisi al pittore Leonello Spada, mentre la decisione di interpellare Tiarini per la realizzazione degli affreschi della volta di famiglia si deve al nobile reggiano Stefano Scaruffi dopo la sua morte. Il rapporto diretto tra Camilla Ruggeri e il pittore bolognese è quindi da escludere. 
Per le medesime ragioni di incongruenze temporali si pensa che il dipinto sia stato realizzato post-mortem, poiché la nobildonna effigiata appare qui in età molto giovane e fu probabilmente realizzato sulle basi di un dipinto precedente.

## Descrizione e stile
L'opera è conosciuta per essere uno dei capolavori del Tiarini, che eseguì numerosi ritratti nel corso della sua lunga carriera, e viene associata al tipo di ritrattistica denominata "internazionale", caratterizzata da austerità e severità.  Qui, la minuziosa descrizione degli abiti e gioielli che garantisce la restituzione del grado sociale, è consentita dal taglio a figura intera del soggetto. 
Oltre che l'attenzione per il dettaglio Il pittore denota anche un certo interesse nel far trasparire il portamento e la sensibilità del personaggio facendone trasparire i moti interiori come la sicurezza di sé, espressa dalla posa, dallo sguardo e dal gesto della mano destra. Significativo è inoltre l'elemento iconografico del cane, simbolo di fedeltà, vigilanza e amicizia.